# 西固城駅
座標: 北緯36度06分36秒 東経103度35分53秒 / 北緯36.110004度 東経103.598177度
西固城駅（せいこじょうえき、中国語: 西固城站）は中国甘粛省西固区にある蘭新線の鉄道駅である。1953年開業で、蘭州駅からは25km、隣の陳官営駅からは7km、坡底下駅からは10kmである。この駅は蘭州鉄路局に属する。旅客、通常の貨物は扱うが、危険物は扱っていない。この駅は3等駅である。

## 隣の駅
中国鉄路総公司
蘭新線
陳官営駅 - 西固城駅 - 坡底下駅